# Luneau
Luneau är en kommun i departementet Allier i regionen Auvergne-Rhône-Alpes i de centrala delarna av Frankrike. Kommunen ligger  i kantonen Le Donjon som ligger i arrondissementet Vichy. År 2022 hade Luneau 269 invånare.

## Befolkningsutveckling
Antalet invånare i kommunen Luneau
Referens: INSEE